# Franz Ahlgrimm
Friedrich Franz Albert Ahlgrimm (* 30. November 1867 in Priepert; † 2. September 1927 in Hamburg) war ein deutscher Politiker der Deutschen Demokratischen Partei (DDP) und Mitglied der Hamburgischen Bürgerschaft.

## Leben
Nach der Dorfschule in Priepert besuchte Ahlgrimm von 1876 bis 1886 das Gymnasium in Neustrelitz. Vom Frühjahr 1886 studierte er in Freiburg im Breisgau, Berlin und Kiel. Seine Promotion legte er am 30. November 1889 in Kiel ab und bestand dort am 2. August das Staatsexamen. Danach diente er beim Militär als „Einjährig-Freiwilliger“ beim Feld-Artillerie-Regiment Nr. 24. 
Er erhielt seine pädagogische Ausbildung in Flensburg und Husum und wurde dann Hilfslehrer an der Realschule Blankenese. 1895 wechselte er als Oberlehrer nach Hamburg und wurde dann ab dem 9. Februar 1912 Direktor der Realschule am Weidenstieg.

## Politik
Ahlgrimm war im März 1919 für die Deutsche Demokratische Partei (DDP) Mitglied in der ersten Hamburgischen Bürgerschaft der Weimarer Republik. Wie viele andere der 160 Mitglieder übte er kurz nach der Novemberrevolution erstmals ein Mandat im Rathaus aus.

## Veröffentlichungen
- Franz Ahlgrimm: Untersuchungen über die Gothaer Handschrift des „Herzog Ernst“. zugleich Dissertation an der Universität Kiel, Kiel 1890.